# Phantom reference
Phantom reference je označení odkazu v jazyce Java, která je vytvořena pomocí třídy java.lang.ref.PhantomReference a dovoluje zabalit objekt, na který ukazuje. Na rozdíl od normálmí silné (strong) reference dovoluje, aby objekt, na který ukazuje referent mohl být, uvolněn garbage collectorem a poté smazán z paměti. Phantom reference je vhodná ke sledovnání odkazovaného objektu, jestli se stal nedostupný a neoživitelný, k provedení různých operací jako jsou nahrátí dalších velkých souborů, aby nedošlo k chybě OutOfMemoryError nebo k provedení závěrečných operací po životě objektu (uvolňování neuvolněných zdrojů) mnohem efektivněji a lépe než je tomu u funkce finalize(). Třída java.ref.PhantomReference je rozšíření jeho předka java.ref.Reference a tak z ní dědí i funkci get(), která by měla vrátit odkaz na odkazovaný objekt PhantomReference (referenta), ale jelikož je tento objekt už nedostupný a neoživitelný vrací null. Phantom reference je tedy použitelná jen s Reference Queue (Odkazovací frontou). Díky této frontě poznáme, že se referent dostal do Phantom dostupného stavu (není oživitelný a je určen k smazání z paměti), tím že bude do této fronty přidána pomocí garbage collectoru na referenta odkazující Phantom reference. K Phantom referenci je možné přiřadit vždy jen jeden odkaz a vždy jen jednu frontu a to vždy při jeho vytvoření přidáním odkazů na referenta a na frontu do jeho konstruktoru. Phantom reference se automaticky nečistí. Třída java.lang.ref.PhantomReference není finální, takže jí lze libovolně rozšiřovat.

## Příklad použití
Následují příklad ukazuje použití s Phantom referencí.
```
package
 
javaWiki
;

import
 
java.lang.ref.PhantomReference
;

import
 
java.lang.ref.ReferenceQueue
;

public
 
class
 
PhantomRef
 
{

    
public
 
static
 
void
 
main
(
String
[]
 
args
)
 
{

        
Object
 
o
 
=
 
new
 
Object
();

        
ReferenceQueue
<
PhantomReference
<
Object
>>
 
q
 
=
 

                
new
 
ReferenceQueue
<
PhantomReference
<
Object
>>
();

        
PhantomReference
 
pRef
 
=
 
new
 
PhantomReference
(
o
,
q
);

        
o
.
hashCode
();
  
// používání objektu

        
o
 
=
 
null
;
      
// ztráta reference

        
// čekání až garbage collector přidá pRef do fronty

        
while
(
true
){

            
System
.
gc
();

            
System
.
runFinalization
();

            
PhantomReference
 
pRef2
 
=
 
null
;

            
try
 
{

                
// blokovací operace remove(), čeká až garbage collector

                
// přidá objekt pRef do fronty

                
pRef2
 
=
 
(
PhantomReference
)
 
q
.
remove
(
200
);

            
}
 
catch
 
(
IllegalArgumentException
 
|
 
InterruptedException
 
e
)
 
{

                
e
.
printStackTrace
();

            
}

            
if
 
(
pRef2
 
!=
 
null
){

                
System
.
out
.
println
(
"Object o byl přidán do fronty "
 
+
 

                        
"a je připraven ke smazání z paměti."
);

                
pRef
.
clear
();

                
break
;

            
}
 
else
 
{

                
System
.
out
.
println
(
"nepovedlo se"
);

            
}

        
}

    
}

}

```

Známe také jiné druhy referencí z balíku java.lang.ref než je Phantom reference a to Soft reference a Weak reference, každá určená k jiné práci.